# Norbert Sattler
Norbert Sattler (ur. 4 października 1951 w Mauthen, zm. 19 stycznia 2023) – austriacki kajakarz górski. Srebrny medalista olimpijski z Monachium.
XX Letnie Igrzyska Olimpijskie Monachium 1972 były jego jedynymi igrzyskami olimpijskimi (kajakarstwo górskie w tym roku debiutowało na igrzyskach, do programu wróciło jednak dopiero w 1992). Zajął drugie miejsce w rywalizacji kajakarzy w jedynce, wyprzedził go jedynie reprezentant Niemieckiej Republiki Demokraktycznej Siegbert Horn. Zdobył pięć medali mistrzostw świata. Indywidualnie triumfował w 1973 i zdobył brąz w 1977. W drużynie sięgnął po złoto w 1971 i po srebro w 1977 i 1979.